# Al-Múhsin ibn al-Qàïd
Al-Múhsin ibn al-Qàïd (àrab: المحسن بن القائد, al-Muḥsin b. al-Qāʾid) (mort el 1055) fou emir hammadita del 1054 al 1055. Era fill d'Al-Qàïd ibn Hammad al que va succeir a la seva mort. El seu pare li va recomanar estar a l'aguait amb els seus oncles però tractar-los bé, cosa que no va complir.
Al cap de tres mesos de govern tirànic va ser assassinat pel seu cosí Bulugguín ibn Muhàmmad, que era fill de Muhammad ibn Hammad, fill del fundador de la dinastia Hammad ibn Bulugguín. L'assassí va pujar al poder.